# 4 maart
4 maart is de 63ste dag van het jaar (64ste dag in een schrikkeljaar) in de gregoriaanse kalender. Hierna volgen nog 302 dagen tot het einde van het jaar.

## Gebeurtenissen
- Algemeen
  - 1493 - Christoffel Columbus bereikt Lissabon na zijn eerste reis.
  - 1970 - De Eurydice, een Franse onderzeeboot, lijdt schipbreuk in de Middellandse Zee. 57 opvarenden vinden daarbij de dood.
  - 1977 - Een aardbeving in Zuid- en Oost-Europa kost meer dan 1500 mensen het leven, zie aardbeving Roemenië 1977.
  - 1991 - Het Braziliaanse en het Colombiaanse leger bewaken gezamenlijk hun gemeenschappelijke grens na de dood van drie Braziliaanse grenswachters bij een aanslag door Colombiaanse guerrillastrijders.
  - 2015 - In bosrijke nationale parken ten oosten van de beroemde Tafelberg in Kaapstad woeden al vier dagen grote bosbranden. Volgens de brandweer is al 4.000 hectare grond verwoest.
- Economie
  - 1983 - De AEX gaat van start met een koers van 100 punten.
- Infrastructuur
  - 2009 - Het studiebureau Arup/SUM besluit dat de Oosterweelverbinding onvoldoende scoort als mobiliteitsproject en financieel niet rendabel is.
- Kunst en cultuur
  - 1877 - Pjotr Iljitsj Tsjaikovski's ballet Zwanenmeer heeft zijn eerste uitvoering.
  - 1881 - Een studie in rood, het eerste Sherlock Holmes verhaal begint.
  - 1966 - Een uitspraak van John Lennon, "We (The Beatles) are more popular than Jesus", doet later veel stof opwaaien in de VS.
  - 1975 - Charlie Chaplin wordt geridderd door koningin Elizabeth II van Engeland.[1]
  - 1975 - De Stichting Nipkow wordt opgericht (zie: Zilveren Nipkowschijf).
- Oorlog
  - 1590 - Inname van Breda door prins Maurits in de Tachtigjarige Oorlog. Zie: Turfschip van Breda.
  - 1665 - Begin van de Tweede oorlog tussen Nederland en Engeland.
  - 1941 - Groot-Brittannië start in de Tweede Wereldoorlog Operatie Claymore, een invasie van de Noorse eilandengroep Lofoten.
- Politiek
  - 51 - Nero, de latere Romeinse keizer, krijgt de titel van princeps iuventutis.
  - 852 - De Kroatische hertog Trpimir I stelde een statuut op, een document waarin voor het eerst schriftelijk naar de naam Kroatië wordt verwezen.
  - 1152 - Frederik Barbarossa wordt gekozen tot koning der Duitsers.
  - 1461 - Koning Hendrik VI van Engeland wordt afgezet.
  - 1681 - William Penn krijgt van koning Karel II van Engeland het recht een kolonie in Amerika te stichten, het huidige Pennsylvania.
  - 1791 - Vermont wordt toegelaten als 14e staat in de VS. Het is de eerste staat na de 13 'oorspronkelijke' staten die bij de VS wordt toegevoegd.[2]
  - 1793 - George Washington wordt beëdigd voor een tweede termijn als 1e president van de Verenigde Staten.
  - 1797 - John Adams wordt beëdigd als 2e president van de Verenigde Staten.
  - 1801 - Thomas Jefferson wordt beëdigd als 3e president van de Verenigde Staten.
  - 1805 - Thomas Jefferson wordt beëdigd voor een tweede termijn als 3de president van de Verenigde Staten.
  - 1809 - James Madison wordt beëdigd als 4de president van de Verenigde Staten.
  - 1813 - James Madison wordt beëdigd voor een tweede termijn als 4e president van de Verenigde Staten
  - 1817 - James Monroe wordt beëdigd als 5e president van de Verenigde Staten.
  - 1825 - John Quincy Adams wordt beëdigd als 6e president van de Verenigde Staten
  - 1829 - Andrew Jackson wordt beëdigd als 7e president van de Verenigde Staten.
  - 1833 - Andrew Jackson wordt beëdigd voor een tweede termijn als 7e president van de Verenigde Staten
  - 1837 - Martin Van Buren wordt beëdigd als 8e president van de Verenigde Staten
  - 1841 - William Henry Harrison wordt beëdigd als 9e president van de Verenigde Staten
  - 1845 - James Knox Polk wordt beëdigd als 11e president van de Verenigde Staten
  - 1849 - Er wordt gezegd dat David Rice Atchison voor 1 dag president is geweest van de Verenigde Staten.
  - 1853 - Franklin Pierce wordt beëdigd als 14e president van de Verenigde Staten
  - 1857 - James Buchanan wordt beëdigd als 15e president van de Verenigde Staten
  - 1857 - De eerste vakbond in België, de Gentse "Broederlijke Maatschappij der Wevers", wordt opgericht.
  - 1861 - Abraham Lincoln wordt beëdigd als 16e president van de Verenigde Staten
  - 1861 - De "Stars and Bars" wordt aangenomen als de vlag van de Geconfedereerde Staten van Amerika
  - 1865 - Abraham Lincoln wordt beëdigd voor een tweede termijn als president van de Verenigde Staten
  - 1869 - Ulysses S. Grant wordt beëdigd als 18e president van de Verenigde Staten
  - 1873 - Ulysses S. Grant wordt beëdigd voor een tweede termijn als president van de Verenigde Staten
  - 1881 - James Garfield wordt beëdigd als 20e president van de Verenigde Staten
  - 1885 - Grover Cleveland wordt beëdigd als 22e president van de Verenigde Staten
  - 1889 - Benjamin Harrison wordt beëdigd als 23e president van de Verenigde Staten
  - 1893 - Grover Cleveland (zelfde als hierboven) wordt beëdigd als 24e president van de Verenigde Staten
  - 1897 - William McKinley wordt beëdigd als 25e president van de Verenigde Staten
  - 1901 - William McKinley wordt beëdigd voor een tweede termijn als president van de Verenigde Staten
  - 1905 - Theodore Roosevelt wordt her-beëdigd als 26e president van de Verenigde Staten
  - 1909 - William Howard Taft wordt beëdigd als 27e president van de Verenigde Staten
  - 1913 - Woodrow Wilson wordt beëdigd als 28e president van de Verenigde Staten
  - 1921 - Warren G. Harding wordt beëdigd als 29e president van de Verenigde Staten
  - 1925 - Calvin Coolidge wordt herbeëdigd als 30e president van de Verenigde Staten, de eerste ceremonie die op de radio te horen is
  - 1929 - Herbert Hoover wordt beëdigd als 31e president van de Verenigde Staten
  - 1933 - Franklin Delano Roosevelt wordt beëdigd als 32e president van de Verenigde Staten. In zijn acceptatie verwijst hij naar de Grote Depressie, met zijn "We have nothing to fear, but fear itself" toespraak.
  - 1990 - De hervormingsgezinde kandidaten halen de beste resultaten bij verkiezingen in de Sovjetrepublieken Rusland, Wit-Rusland en Oekraïne.
  - 2009 - Het Internationaal Strafhof in Den Haag maakt bekend de Soedanese leider Omar al-Bashir te zullen vervolgen voor oorlogsmisdaden en misdaden tegen de menselijkheid in Darfur.
  - 2024 - Het Hooggerechtshof van de Verenigde Staten beslist unaniem dat het inroepen van het 14e amendement geen reden is om Donald Trump te weren van het stembiljet voor de presidentsverkiezingen van 2024. Hiermee maakt het Hooggerechtshof de beslissing die het Hooggerechtshof van de staat Colorado op 20 december 2023 heeft genomen weer ongedaan.[3]
  - 2024 - Het Franse parlement neemt het besluit dat in de grondwet wordt opgenomen dat de vrijheid van vrouwen om een abortus te ondergaan gegarandeerd is. Frankrijk is het eerste land ter wereld dat een dergelijk besluit neemt.[4]
- Religie
  - 1457 - Unitas Fratrum, gesticht in Tsjechië in het dorpje Kunwald- Unitas Fratrum, is de officiële naam van de Evangelische/Hernhutter Broedergemeente
  - 1853 - Herstel van de bisschoppelijke hiërarchie in Nederland door heroprichting van het aartsbisdom Utrecht, het bisdom 's-Hertogenbosch, het bisdom Haarlem en het bisdom Roermond.
  - 1878 - Herstel van de rooms-katholieke bisschoppelijke hiërarchie in Schotland door oprichting van het aartsbisdom Saint Andrews en Edinburgh met vier bisdommen en het aartsbisdom Glasgow zonder suffragaan-bisdommen.
- Sport
  - 1941 - Het Argentijns voetbalelftal wint voor de zesde keer de Copa América door in de slotwedstrijd met 1-0 te winnen van Chili.
  - 1946 - Oprichting van de Duitse voetbalclub FC Erzgebirge Aue.
  - 1994 - Oprichting van de Zwitserse voetbalclub FC Breitenrain, gevestigd in Bern.
  - 2022 - De Nederlandse schaatssters Jutta Leerdam en Femke Kok pakken de eerste en tweede plaats bij de Wereldkampioenschappen schaatsen sprint 2022 in het Noorse Hamar. De Oostenrijkse Vanessa Herzog wordt derde.[5]
  - 2022 - De Nederlandse schaatser Thomas Krol wordt kampioen bij de Wereldkampioenschappen schaatsen sprint 2022 in het Noorse Hamar. Hij is sneller dan de Nederlander Kai Verbij en de Noor Håvard Lorentzen.[6]
  - 2023 - De Nederlandse atlete Femke Bol prolongeert in Istanboel bij de Europese Kampioenschappen Atletiek haar titel op de 400 meter. Lieke Klaver finisht achter haar landgenote en de Poolse Anna Kielbasinska loopt naar de derde plaats.[7]
- Wetenschap en technologie
  - 1877 - Emile Berliner vindt de microfoon uit.
  - 1954 - Peter Bent Brigham Hospital in Boston geeft aan de eerste succesvolle niertransplantatie te hebben gedaan.
  - 1977 - In Los Alamos wordt de eerste Cray-1-supercomputer in gebruik genomen.
  - 1979 - Ruimtevaartuig Voyager 1 van NASA maakt de eerste foto's van ringen rond de planeet Jupiter.[8]
  - 2009 - De Amerikaanse ruimtesonde Cassini ontdekt een kleine maan in een van de buitenste ringen van Saturnus.
  - 2023 - Lancering van een Qaem 100 raket van IRGC vanaf het lanceerplatform op Shahrud Missile Test Site in Iran voor de Nahid-1 (Venus-1) missie met een micro-communicatiesatelliet voor de Iraanse ruimtevaartorganisatie. De lancering mislukt.[9]
  - 2024 - Lancering van een Falcon 9 raket met een Crew Dragon van SpaceX vanaf Kennedy Space Center Lanceercomplex 39 voor de Crew-8 missie naar het ISS met NASA astronaut Matthew Dominick (gezagvoerder), Michael Barratt (piloot), Jeanette Epps (missiespecialist) en Roskosmos kosmonaut Aleksandr Grebjonkin (missiespecialist).[10]
  - 2024 - Lancering van een Falcon 9 raket van SpaceX vanaf Vandenberg Space Force Base SLC-4E voor de Transporter 10 missie met 53 satellieten.[11]

## Geboren

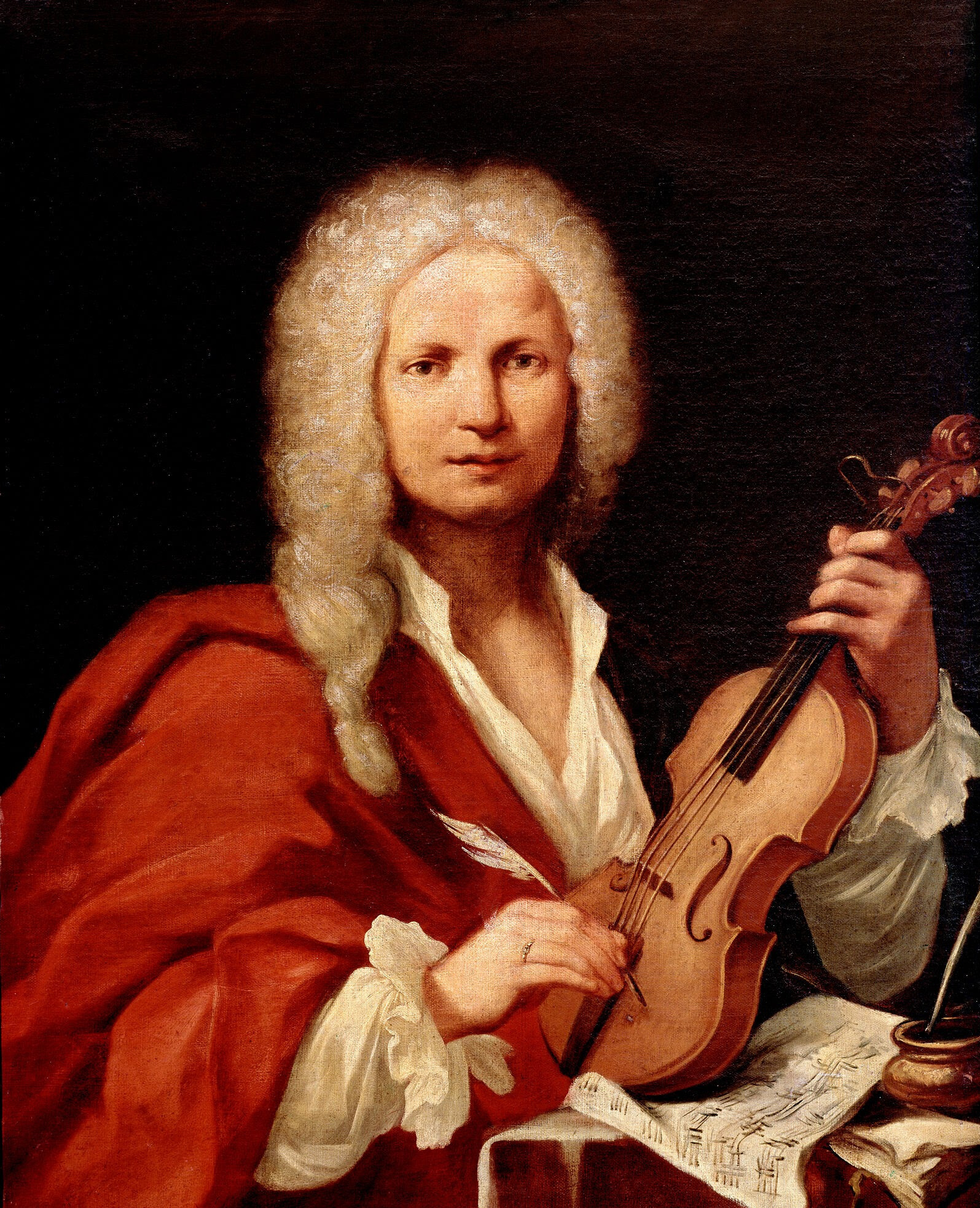
Antonio Vivaldi,
geboren in 1678

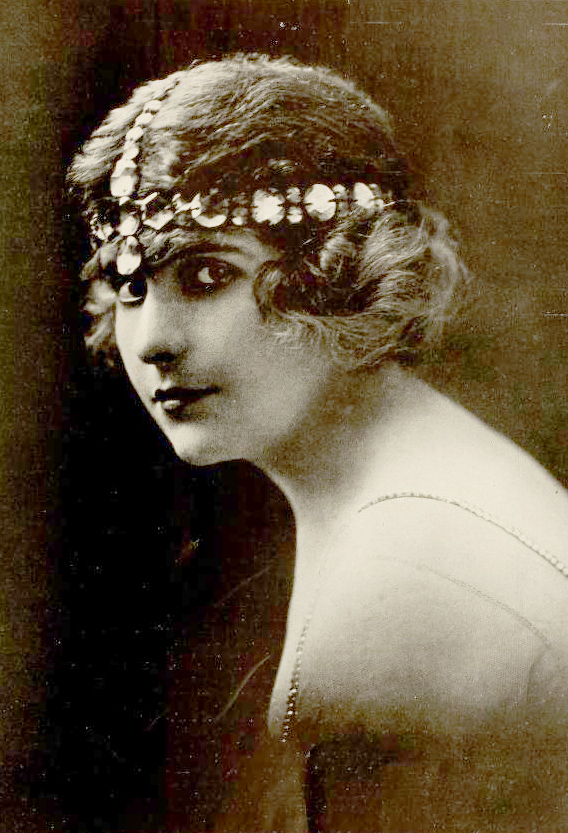
Pearl White,
geboren in 1889

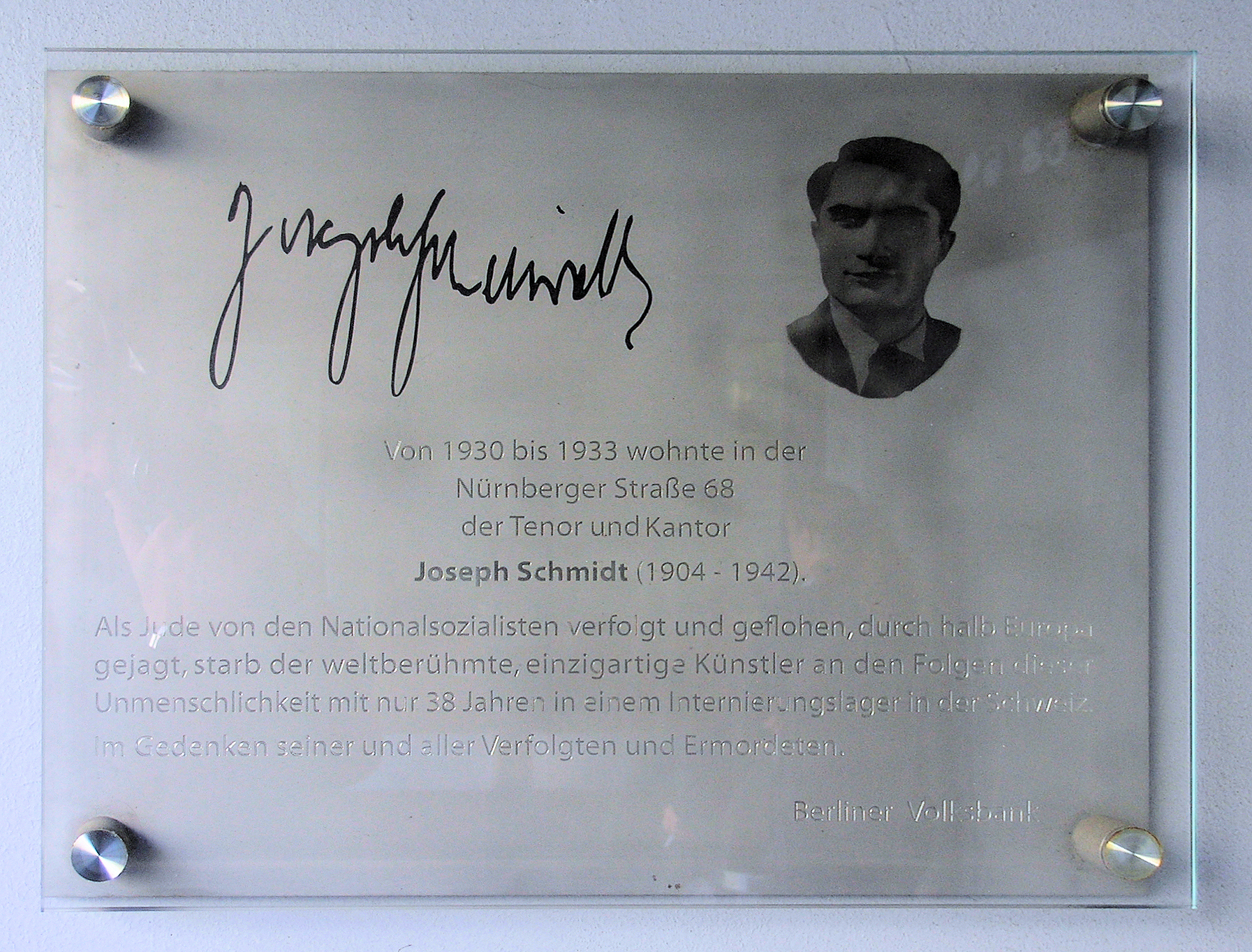
Joseph Schmidt,
geboren in 1904

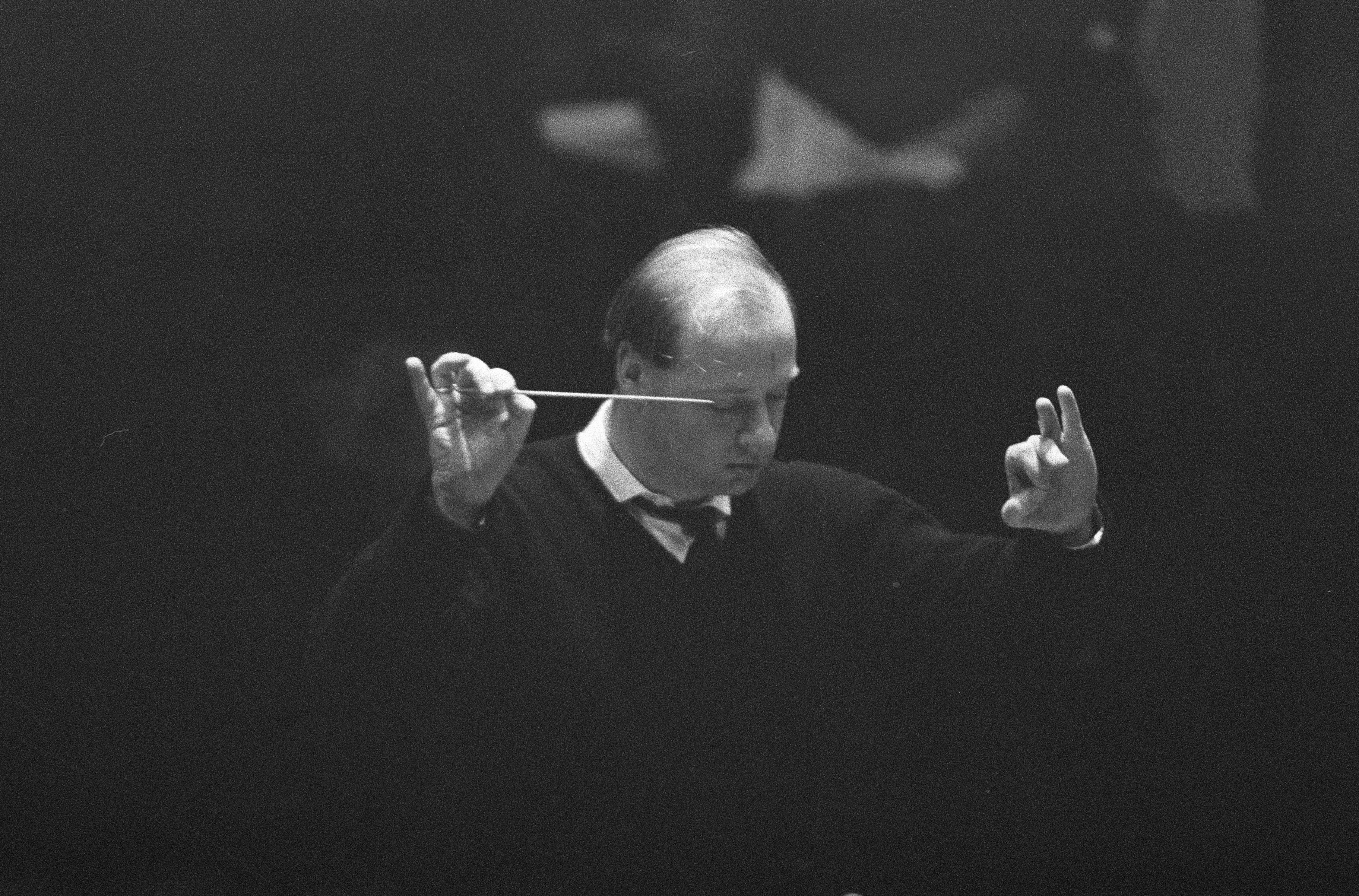
Bernard Haitink,
geboren in 1929

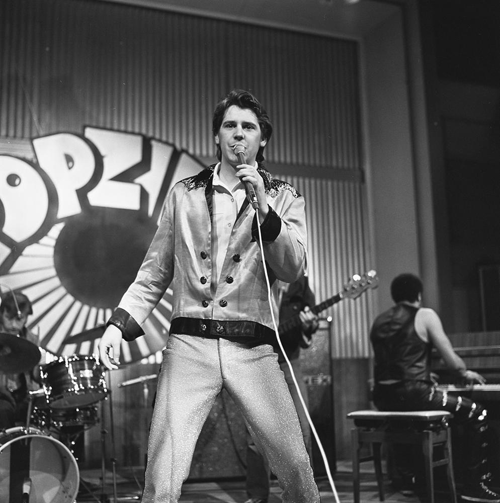
Shakin' Stevens,
geboren in 1948

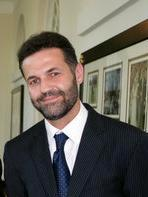
Khaled Hosseini,
geboren in 1965

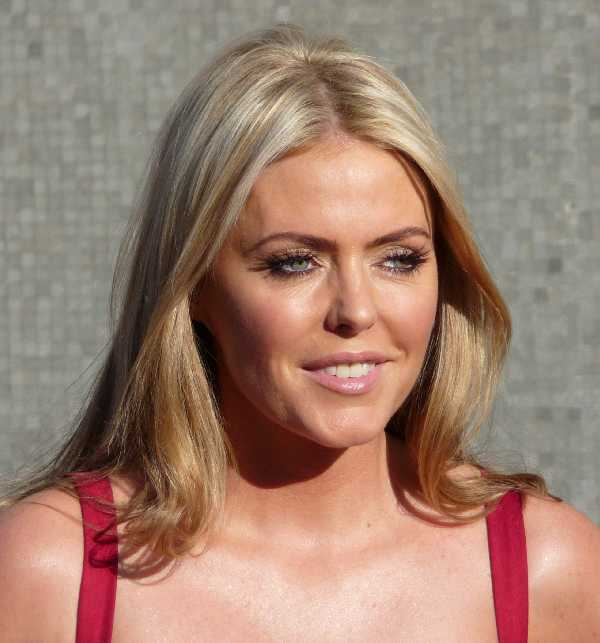
Patsy Kensit,
geboren in 1968

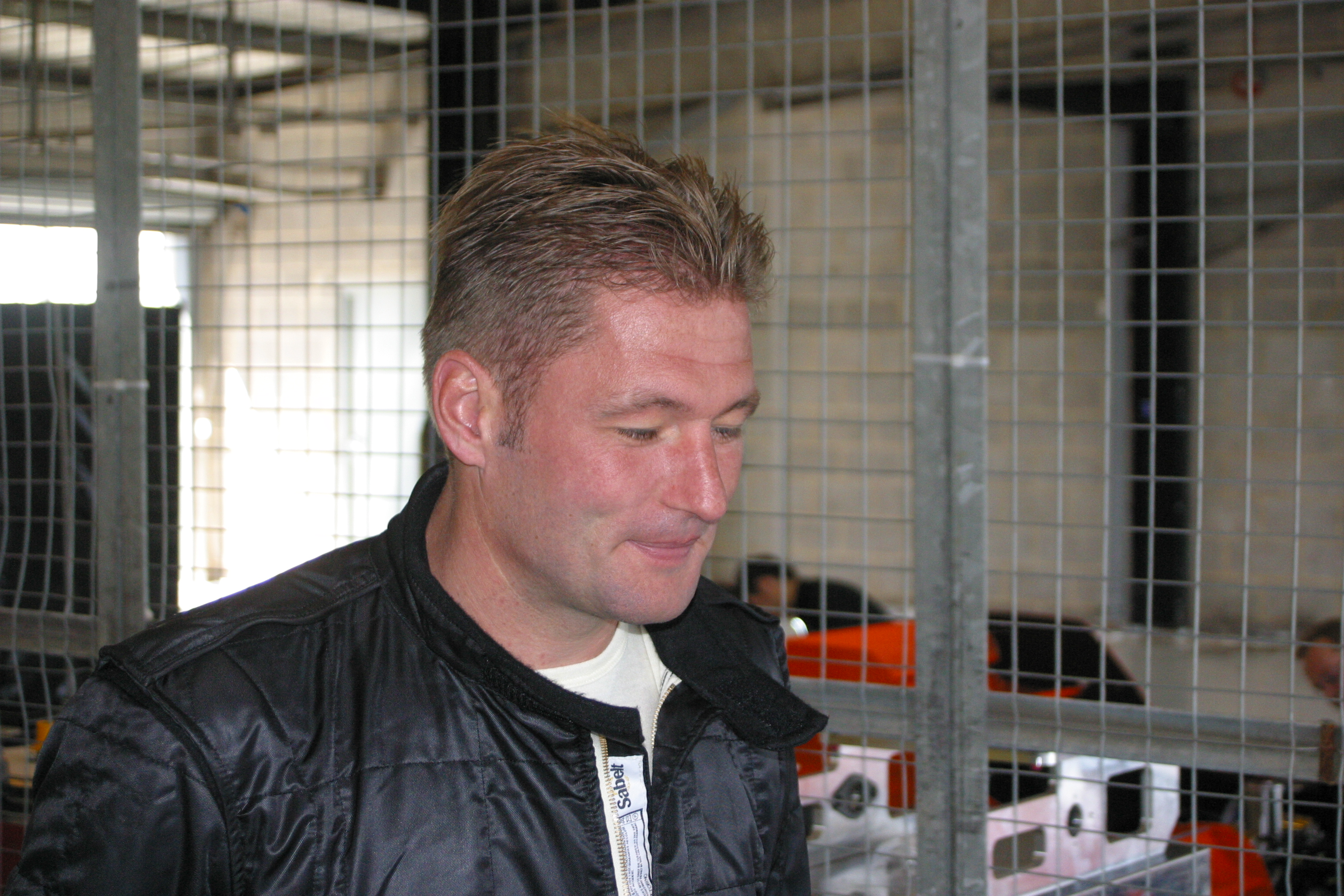
Jos Verstappen,
geboren in 1972

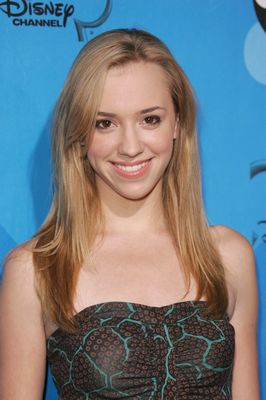
Andrea Bowen,
geboren in 1990

- 1188 - Blanca van Castilië, als echtgenote van Lodewijk VIII koningin van Frankrijk (overleden 1252)
- 1394 - Hendrik de Zeevaarder (overleden 1460)
- 1623 - Jacob van der Does, Nederlands kunstschilder (overleden 1673)
- 1659 - Pierre Lepautre, Frans beeldhouwer (overleden 1744)
- 1678 - Antonio Vivaldi, Italiaans componist (overleden 1741)
- 1847 - Domenico Ferrata, Italiaans nuntius in België en kardinaal-staatssecretaris (overleden 1914)
- 1864 - Johanna Ey, Duits kunsthandelaar en mecenas (overleden 1947)
- 1875 - Suze Groeneweg, Nederlands politica (overleden 1940)
- 1877 - Pavel Bermondt-Avalov, Russisch krijgsheer (overleden 1974)
- 1879 - Josip Murn, Sloveens dichter (overleden 1901)
- 1886 - Jean Konings, Belgisch atleet (overleden 1974)
- 1889 - Pearl White, Amerikaans actrice (overleden 1938)
- 1898 - Hans Krebs, Duits generaal (overleden 1945)
- 1900 - Désiré Bastin, Belgisch voetballer (overleden 1971)
- 1903 - Luis Carrero Blanco, Spaans staatsman (overleden 1973)
- 1903 - Henri Thesingh, Nederlands atleet (overleden 1982)
- 1904 - Joseph Schmidt, Roemeens zanger en acteur (overleden 1942)
- 1906 - Charles Walgreen jr., Amerikaans ondernemer (overleden 2007)
- 1907 - Maria Branyas Morera, Amerikaans-Spaans supereeuwelinge; van 17 januari 2024 tot 19 augustus 2024 oudste erkende levende persoon ter wereld (overleden 2024)
- 1911 - Carl Forberg, Amerikaans autocoureur (overleden 2000)
- 1912 - Afro Basaldella, Italiaans kunstschilder (overleden 1976)
- 1913 - Marina van der Es-Siewers, Nederlands oudste inwoner (overleden 2024)
- 1916 - Hans Eysenck, Brits psycholoog (overleden 1997)
- 1916 - Eugène Roosegaarde Bisschop, Nederlands pianist (overleden 1999)
- 1917 - Piet Bromberg, Nederlands hockeyer en hockeycoach (overleden 2001)
- 1918 - Margaret Osborne-duPont, Amerikaans tennisspeelster (overleden 2012)
- 1921 - Kaljo Raid, Estisch-Canadees componist (overleden 2005)
- 1921 - Georgine Sanders, Nederlands antropologe en schrijfster (overleden 2015)
- 1922 - Xenia Stad-de Jong, Nederlands atlete (overleden 2012)
- 1922 - Elísio dos Santos Teixeira (Teixeirinha), Braziliaans voetballer (overleden 1999)
- 1923 - Sir Patrick Moore, Brits astronoom en televisiepresentator (overleden 2012)
- 1923 - Kurt Schubert, Oostenrijks hebraïcus en judaïst (overleden 2007)
- 1925 - Paul Mauriat, Frans orkestleider (overleden 2006)
- 1926 - Michael van Bourbon-Parma, Frans edelman (overleden 2018)
- 1926 - Jaap Valken, Nederlands hoofdcommissaris van de Amsterdamse politie (overleden 2018)
- 1927 - Gertie Evenhuis, Nederlands jeugdboekenschrijfster (overleden 2005)
- 1928 - Samuel Adler, Amerikaans componist/muziekpedagoog/dirigent
- 1928 - Alan Sillitoe, Brits schrijver (overleden 2010)
- 1928 - Eduardo Guerrero, Argentijns roeier (overleden 2015)
- 1929 - Bernardo Ashetu, Surinaams dichter (overleden 1982)
- 1929 - Bernard Haitink, Nederlands dirigent (overleden 2021)
- 1929 - Komal Kothari, Indiaas onderzoeker in folklore en etnomusicologie (overleden 2004)
- 1931 - Kenneth Cooper, Amerikaans uitvinder van de coopertest en aerobics
- 1931 - William Henry Keeler, Amerikaans kardinaal (overleden 2017)
- 1932 - Ryszard Kapuściński, Pools journalist, schrijver en dichter (overleden 2007)
- 1932 - Miriam Makeba, Zuid-Afrikaans zangeres (overleden 2008)
- 1932 - Hessel Rienks, Nederlands politicus (overleden 2014)
- 1933 - Nino Vaccarella, Italiaans autocoureur (overleden 2021)
- 1934 - Bob Goudzwaard, Nederlands econoom en politicus (overleden 2024)
- 1934 - Laila Halme, Fins zangeres (overleden 2021)
- 1934 - Barbara McNair, Amerikaans zangeres (overleden 2007)
- 1934 - Janez Strnad, Sloveens natuurkundige (overleden 2015)
- 1935 - Bent Larsen, Deens schaker (overleden 2010)
- 1935 - Kazimierz Paździor, Pools bokser (overleden 2010)
- 1936 - Jim Clark, Brits autocoureur (overleden 1968)
- 1936 - Aribert Reimann, Duits componist, pianist en muziekwetenschapper (overleden 2024)
- 1938 - Alpha Condé, Guinees politicus en president
- 1939 - Rob Out, Nederlands omroepdirecteur, radio-dj en zanger (overleden 2003)
- 1940 - Ida Bons, Nederlands actrice
- 1941 - Ab Fafié, Nederlands voetballer en voetbaltrainer (overleden 2012)
- 1941 - Haydee Yorac, Filipijns jurist en topfunctionaris (overleden 2005)
- 1941 - Adrian Lyne, Brits regisseur
- 1943 - Lucio Dalla, Italiaans singer-songwriter en acteur (overleden 2012)
- 1944 - Bobby Womack, Amerikaans zanger (overleden 2014)
- 1947 - David Franzoni, Amerikaans scenarioschrijver en filmproducent
- 1948 - Shakin' Stevens, Brits zanger
- 1948 - Chris Squire, Brits basgitarist en zanger Yes (overleden 2015)
- 1949 - Volodymyr Ivasjoek, Oekraïens dichter en componist (overleden 1979)
- 1950 - Johan Granath, Zweeds schaatser
- 1950 - Ken Robinson, Brits onderwijsexpert (overleden 2020)
- 1950 - Martin Venix, Nederlands wielrenner
- 1951 - Kenny Dalglish, Schots voetballer en voetbalmanager
- 1951 - Hubert van Hoof, Nederlands radiomaker (overleden 2023)
- 1951 - Chris Rea, Brits zanger
- 1951 - Henk Rommy, Nederlands misdadiger ("de Zwarte Cobra")
- 1952 - Ronn Moss, Amerikaans acteur
- 1953 - Paweł Janas, Pools voetballer en voetbalcoach
- 1953 - Kay Lenz, Amerikaans actrice
- 1953 - Reinhold Roth, Duits motorcoureur (overleden 2021)
- 1954 - Catherine O'Hara, Canadees-Amerikaans actrice
- 1954 - Frank Raes, Belgisch sportjournalist
- 1954 - Willie Thorne, Engels snookerspeler (overleden 2020)
- 1955 - Dominique Pinon, Frans acteur
- 1955 - James Weaver, Brits autocoureur
- 1956 - Harry Hamer, Nederlands organist en dirigent
- 1958 - Wouly de Bie, Nederlands waterpoloër
- 1958 - Frank Kazenbroot, Nederlands theoloog en norbertijn
- 1958 - Melis van de Groep, Nederlands politicus
- 1958 - Patricia Heaton, Amerikaans actrice
- 1959 - Peter Rijsenbrij, Nederlands radio-dj, radiopresentator en programmamaker
- 1961 - René Klaassen, Nederlands hockeyer
- 1963 - Paul Krumpe, Amerikaans voetballer
- 1963 - Jason Newsted, Amerikaans bassist
- 1964 - Thomas Rentmeister, Duits kunstenaar
- 1965 - Khaled Hosseini, Afghaans-Amerikaans schrijver en arts
- 1965 - Viktor Shapovalov, Russisch autocoureur
- 1966 - Emese Hunyady, Oostenrijks-Hongaars schaatsster
- 1967 - Michael Andersson, Zweeds wielrenner
- 1967 - Isabelle Simonis, Belgisch politica
- 1967 - Kubilay Türkyilmaz, Zwitsers voetballer
- 1968 - Patsy Kensit, Brits actrice en zangeres
- 1968 - Johan Nijenhuis, Nederlands filmregisseur en -producent
- 1969 - Pierluigi Casiraghi, Italiaans voetballer
- 1969 - Stina Nordenstam, Zweeds singer-songwriter
- 1970 - Andy De Smet, Belgisch wielrenner
- 1970 - Edward Gal, Nederlands dressuurruiter
- 1971 - Satoshi Motoyama, Japans autocoureur
- 1971 - Paul Vlaar, Nederlands priester
- 1972 - Jos Verstappen, Nederlands autocoureur
- 1973 - Penny Mordaunt, Brits conservatief politica
- 1973 - Sabine Uitslag, Nederlands politica
- 1973 - Len Wiseman, Amerikaans filmregisseur en -scriptschrijver
- 1974 - Gabriel o Pensador (Gabriel Contino), Braziliaans rapper
- 1974 - Karol Kučera, Slowaaks tennisser
- 1974 - Ariel Ortega, Argentijns voetballer
- 1975 - Kirsten Bolm, Duits atlete
- 1975 - Myrna Veenstra, Nederlands hockeyster
- 1976 - Regi Penxten, Belgisch muzikant
- 1976 - Robin Rienstra, Nederlands acteur
- 1977 - Maarten Bosmans, Belgisch acteur
- 1977 - Ana Guevara, Mexicaans atlete
- 1977 - Laura Jansen, Nederlands-Amerikaans zangeres
- 1977 - Djeke Mambo, Atleet uit Congo-Kinshasa/Belgisch atleet
- 1978 - Patrick Beljaards, Nederlands honkballer
- 1979 - Geoff Huegill, Australisch zwemmer
- 1980 - Sascha Amhof, Zwitsers voetbalscheidsrechter
- 1980 - Omar Bravo, Mexicaans voetballer
- 1980 - Wendell Jaspers, Nederlands actrice
- 1982 - Landon Donovan, Amerikaans voetballer
- 1984 - Marin Čolak, Kroatisch autocoureur
- 1984 - Norbert Hosnyánszky, Hongaars waterpoloër
- 1985 - Felicity Galvez, Australisch zwemster
- 1985 - Hrvoje Čale, Kroatisch voetballer
- 1986 - Alexis Bœuf, Frans biatleet en langlaufer
- 1986 - Margo Harshman, Amerikaans actrice
- 1986 - Tom De Mul, Belgisch voetballer
- 1987 - Marina Gilardoni, Zwitsers skeletonster
- 1987 - Dominic Maroh, Sloveens-Duits voetballer
- 1987 - Leroy Resodihardjo, Nederlands voetballer
- 1988 - DeAndre Jordan, Amerikaans basketballer
- 1988 - Cody Longo, Amerikaans acteur (overleden 2023)
- 1988 - Sophia Ralli, Grieks alpineskiester
- 1989 - Erin Heatherton, Amerikaans topmodel
- 1990 - Andrea Bowen, Amerikaans actrice
- 1990 - Arianna Vanderpool-Wallace, Bahamaans zwemster
- 1990 - Lies Mertens, Belgisch modeontwerpster
- 1992 - Daniel Lloyd, Brits autocoureur
- 1993 - Jenna Boyd, Amerikaans actrice
- 1993 - Susan Muskee, Nederlands auteur en stemacteur
- 1994 - Clémence Grimal, Frans snowboardster
- 1994 - Théo Pellenard, Frans voetballer
- 1994 - Katie Pruitt, Amerikaans singer-songwriter
- 1995 - Malin Aune, Noors handbalster
- 1996 - Daniela Maier, Duits freestyleskiester
- 1997 - Daichi Hara, Japans freestyleskiër
- 1998 - Obi Toppin, Amerikaans basketballer
- 1999 - Brooke Forde, Amerikaans zwemster
- 2001 - Freya Anderson, Brits zwemster
- 2001 - Gwyneth Hendriks, Nederlands voetbalster
- 2001 - Charles Milesi, Frans autocoureur
- 2003 - Justin Treichel, Duits voetballer
- 2004 - Roman Biliński, Pools-Brits autocoureur
- 2004 - Eleanora Ciabocco, Italiaans wielrenster

## Overleden

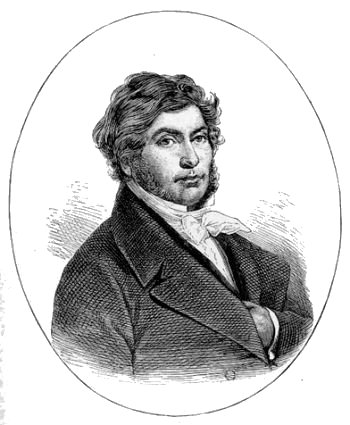
Jean-François Champollion,
overleden in 1832

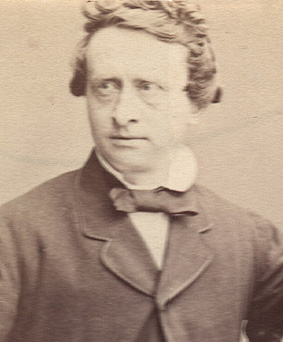
Gerrit de Vries Azn,
overleden in 1900

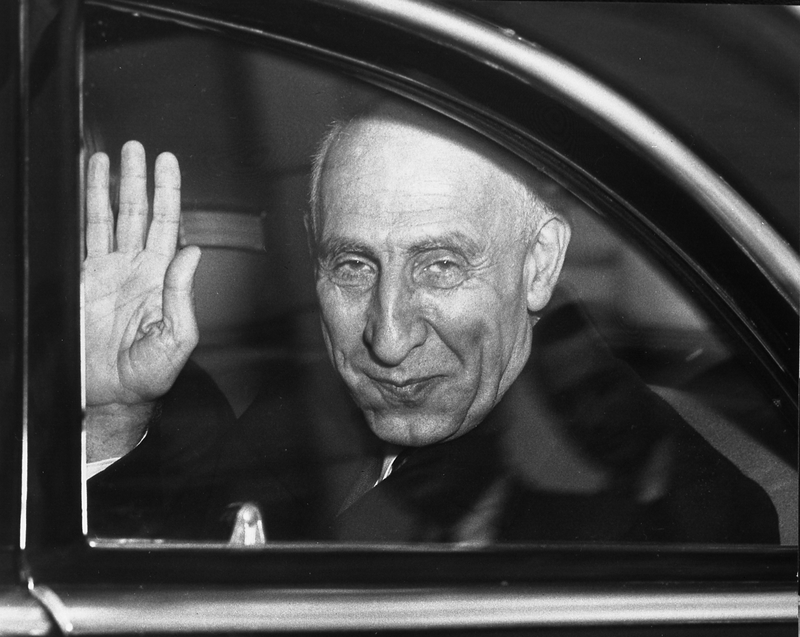
Mohammad Mossadeq,
overleden in 1967

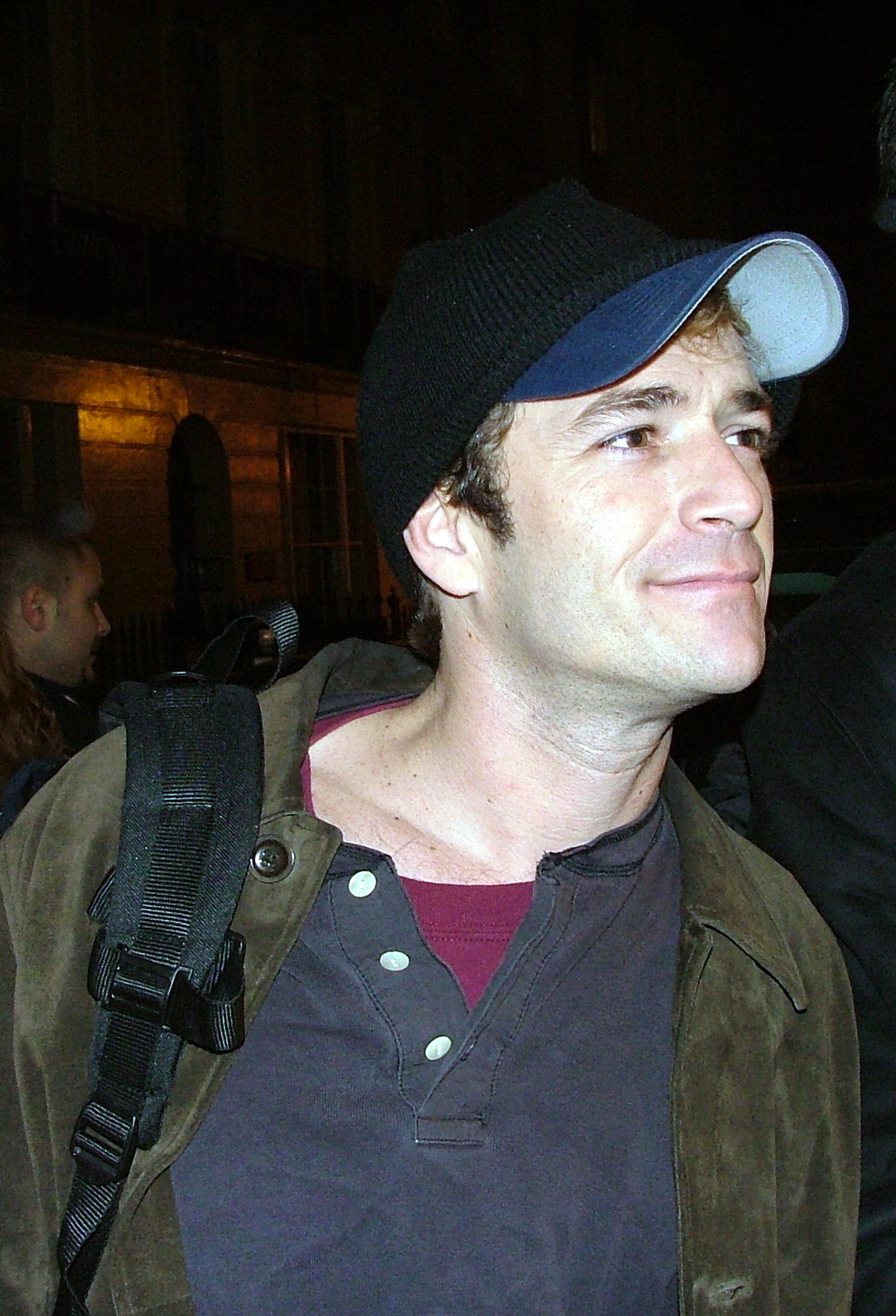
Luke Perry,
overleden in 2019

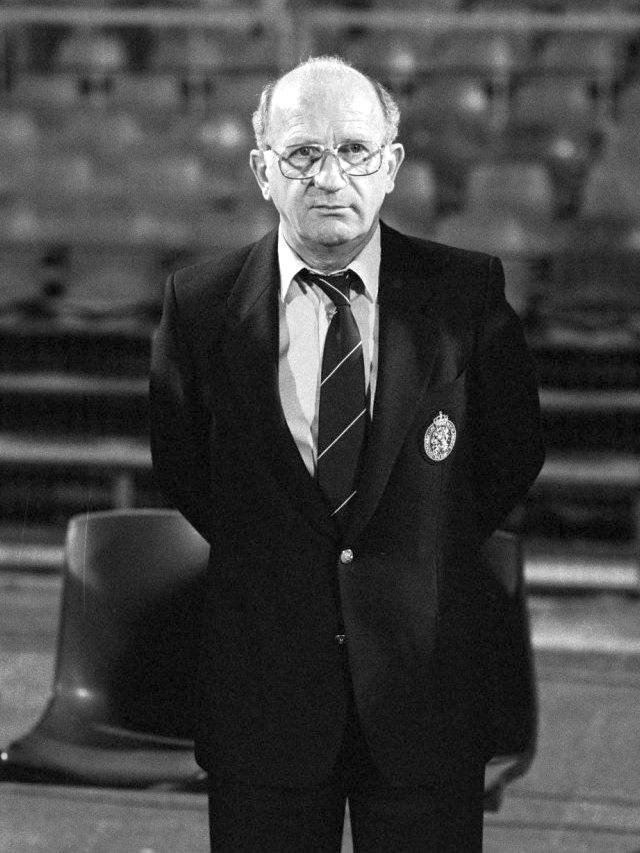
Kees Rijvers,
overleden in 2024

- 304 - Adrianus (van Nicodemia), Romeins officier en christelijke martelaar
- 561 - Pelagius I, paus van Rome
- 1526 - Hans Judenkönig (±75), Duits-Oostenrijks componist en luitspeler
- 1615 - Hans von Aachen (±63), Duits schilder
- 1815 - Frances Abington (78), Engels toneelactrice
- 1832 - Jean-François Champollion (42), Frans taalkundige
- 1836 - Mathieu Kessels, (51) Nederlands beeldhouwer
- 1852 - Nikolaj Gogol (42), Russisch-Oekraïens schrijver
- 1900 - Gerrit de Vries Azn. (82), Nederlands politicus
- 1905 - Jan Koning (79), Nederlands burgemeester en rechter
- 1916 - Amelia Bauerle (42), Brits kunstschilder, illustrator en etser
- 1916 - Franz Marc (36), Duits schilder
- 1938 - George Foster Peabody (85), Amerikaans ondernemer en filantroop
- 1939 - Willie Nolan (41), Iers golfer
- 1946 - Dario José dos Santos (Dadá Maravilha), Braziliaans voetballer
- 1948 - Antonin Artaud (51), Frans toneelschrijver en acteur
- 1956 - Otto Harder (63), Duits voetballer en oorlogsmisdadiger
- 1963 - Édouard Belin (86), Frans uitvinder
- 1963 - William Carlos Williams (79), Amerikaans schrijver
- 1967 - Mohammad Mossadeq (84), Iraans politicus
- 1968 - August Schotte (84), Nederlands atleet
- 1972 - Nico Vijlbrief (82), Nederlands politicus
- 1974 - Bill Aston (73), Brits autocoureur
- 1975 - Charles Spaak (71), Belgisch scenarioschrijver
- 1980 - Johannes Martin Bijvoet (88), Nederlands chemicus
- 1984 - Oleg Antonov (78), Sovjet-vliegtuigbouwer
- 1986 - Alphons Gaalman (72), Nederlands organist, pianist, componist en dirigent
- 1986 - Henri Knap (75), Nederlands journalist
- 1986 - Richard Manuel (42), Canadees pianist, zanger en componist
- 1994 - John Candy (43), Canadees komiek en acteur
- 1994 - Guus Verstraete sr. (79), Nederlands acteur en regisseur
- 1997 - Robert Dicke (80), Amerikaans natuurkundige
- 1999 - Karel van het Reve (77), Nederlands schrijver
- 2002 - Velibor Vasović (62), Joegoslavisch voetballer
- 2003 - Dzjaba Ioseliani (75), Georgisch politicus
- 2004 - Walter Gómez (76), Uruguayaans voetballer
- 2006 - Jef van Tuerenhout (79), Belgisch kunstenaar
- 2007 - Willy Hofman (91), Nederlands theaterproducent
- 2007 - Semuel Metiarij (89), Nederlands predikant van Zuid-Molukse afkomst
- 2008 - Gary Gygax (69), Amerikaans spellenontwerper
- 2009 - Patricia De Martelaere (51), Belgisch schrijfster en filosofe
- 2009 - Horton Foote (92), Amerikaans toneel- en scenarioschrijver
- 2009 - Salvatore Samperi (64), Italiaans filmregisseur
- 2009 - Triztán Vindtorn (66), Noors dichter
- 2011 - Krishna Prasad Bhattarai (86), Nepalees eerste minister
- 2011 - Charles Jarrott (83), Engels filmregisseur
- 2011 - Simon van der Meer (85), Nederlands fysicus en Nobelprijswinnaar
- 2011 - Johnny Preston (71), Amerikaans rock-'n-rollzanger
- 2013 - Seki Matsunaga (84), Japans voetballer
- 2014 - Lieuwe Visser (73), Nederlands bariton, operazanger en zangpedagoog
- 2015 - Antoon Heldens (89), Nederlands burgemeester
- 2016 - Thérèse Cornips (89), Nederlands vertaler
- 2016 - Pat Conroy (70), Amerikaans schrijver
- 2016 - Koen Everink (42), Nederlands ondernemer
- 2016 - Vincenzo Franco (98), Italiaans bisschop
- 2016 - Henk Weggemans (72), Nederlands politicus
- 2018 - Davide Astori (31), Italiaanse voetballer
- 2018 - Hans Cleuver (70), Nederlands drummer
- 2018 - Mark Vanlombeek (67), Belgisch sportjournalist
- 2019 - King Kong Bundy (63), Amerikaans worstelaar en acteur
- 2019 - Eric Caldow (84), Schots voetballer
- 2019 - Keith Flint (49), Brits musicus
- 2019 - Klaus Kinkel (82), Duits politicus
- 2019 - Luke Perry (52), Amerikaans acteur
- 2020 - Javier Pérez de Cuéllar (100), Peruviaans diplomaat en politicus
- 2020 - Robert Sjavlakadze (86), Russisch atleet
- 2021 - Roger Coekelbergs (100), Belgisch hoogleraar, doctor, verzetsstrijder
- 2021 - Bhaskar Menon (86), Indiaas-Amerikaans muziekmanager
- 2021 - Mark Pavelich (63), Amerikaans ijshockeyer
- 2021 - Francis Van den Eynde (74), Belgisch politicus
- 2022 - Anne Beaumanoir (98), Frans neurofysiologe en verzetsstrijdster
- 2022 - Mitch Ryan (88), Amerikaans acteur
- 2023 - Jacques Boigelot (93), Belgisch regisseur
- 2023 - Leo Sterckx (86), Belgisch wielrenner
- 2024 - Kees Rijvers (97), Nederlands voetballer en voetbaltrainer
- 2024 - B.B. Seaton (79), Jamaicaans reggaezanger, songwriter en muziekproducent
- 2024 - Francisco Javier Errázuriz Talavera (81), Chileens politicus
- 2025 - Roy Ayers (84), Amerikaans muzikant
- 2025 - Jean-Louis Debré (80), Frans politicus
- 2025 - Judith de Leeuw (88), Nederlands diskjockey
- 2025 - Joe Nickell (80), Amerikaans wetenschapper
- 2025 - Lucien Van Acker (96), Belgisch historicus en heemkundige

## Viering/herdenking

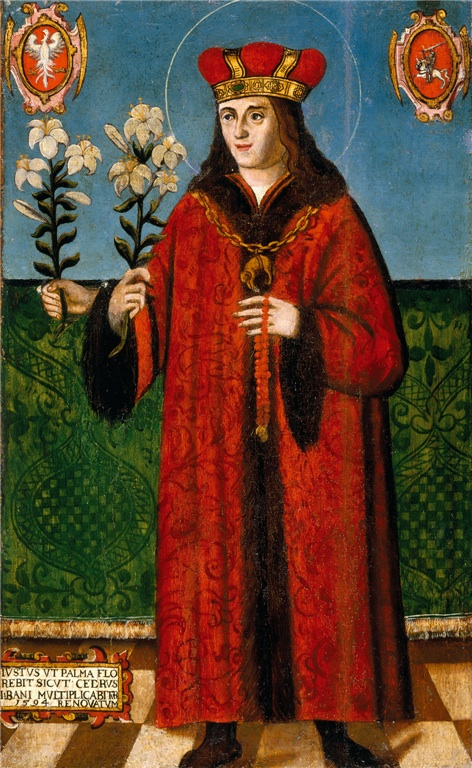
Casimir van Polen

- Chinees Lantaarnfeest, in bijna geheel Azië (2007) afsluiting van de nieuwjaarsperiode
- Rooms-Katholieke kalender:
  - Heilige Casimir (van Polen) († 1484) - Vrije Gedachtenis
  - Heilige Humbertus († 1189)
  - Heilige Efrem van Jeruzalem († 4e eeuw)
  - Heilige Basinus van Trier († 705)
  - Heilige Giovanni Farina († 1888)
  - Zalige Placide Viel († 1877)
  - Zalige Ana de Jesús († 1621)

## Weerextremen

### Nederland
| | Officiële records | Officiële records | Officiële records |      | Landelijke records | Landelijke records | Landelijke records |
| Gebeurtenis | Jaar              | Extreem           | Locatie           | Jaar | Extreem            | Locatie            |                    |
| --- | ----------------- | ----------------- | ----------------- | ---- | ------------------ | ------------------ | ------------------ |
| Laagste etmaalgemiddelde temperatuur (°C) | 1971              | −6,4              | De Bilt           |      | 2005               | −9,1               | Nieuw Beerta       |
| Hoogste etmaalgemiddelde temperatuur (°C) | 1922, 1998        | 9,9               | De Bilt           |      | 1998               | 11,6               | Arcen              |
| Laagste minimumtemperatuur (°C) | 2005              | −14,4             | De Bilt           |      | 2005               | −20,7              | Marknesse          |
| Hoogste minimumtemperatuur (°C) | 1977              | 6,9               | De Bilt           |      | 1919               | 8,2                | Maastricht         |
| Laagste maximumtemperatuur (°C) | 1971              | −3,3              | De Bilt           |      | 1971               | −3,9               | Deelen, Schiphol   |
| Hoogste maximumtemperatuur (°C) | 1939              | 15,4              | De Bilt           |      | 1952               | 17,2               | Twenthe            |
| Hoogste uurgemiddelde windsnelheid (m/s) | 1926              | 15,4              | De Bilt           |      | 1998               | 22,0               | Vlieland           |
| Hoogste windstoot (m/s) | 1998              | 27,0              | De Bilt           |      | 2000               | 36,0               | Vlieland           |
| Langste zonneschijnduur (uur) | 2022              | 10,1              | De Bilt           |      | 2013               | 10,3               | Maastricht         |
| Langste neerslagduur (uur) | 2016              | 9,5               | De Bilt           |      | 1986               | 12,4               | Vlissingen         |
| Hoogste etmaalsom van de neerslag (mm) | 1919              | 18,0              | De Bilt           |      | 2021               | 23,8               | Maastricht         |
| Laagste etmaalgemiddelde relatieve vochtigheid (%) | 1943              | 50                | De Bilt           |      | 1943               | 43                 | Maastricht         |
| Laagste uurwaarde luchtdruk op zeeniveau (hPa) | 1954              | 973,3             | De Bilt           |      | 1954               | 970,1              | De Kooy            |
| Hoogste uurwaarde luchtdruk op zeeniveau (hPa) | 1948              | 1041,0            | De Bilt           |      | 1948               | 1042,8             | Eelde              |
| Officiële records worden altijd gemeten op het KNMI-weerstation in De Bilt. Landelijke records kunnen worden gemeten op elk officieel KNMI-weerstation in Nederland. |                   |                   |                   |      |                    |                    |                    |

Uitzonderlijke gebeurtenissen
- 1939 - Eerste officiële zachte dag van het jaar (maximumtemperatuur ≥ 15 °C in De Bilt)
- 2005 - Officieel maandrecord laagste minimumtemperatuur in °C van maart gemeten in De Bilt: −14,4
- 2005 - Landelijk maandrecord laagste minimumtemperatuur in °C van maart gemeten in Marknesse: −20,7
- 2005 - Officieel laagste minimumtemperatuur in °C van het jaar gemeten in De Bilt: −14,4
- 2006 - Officieel laagste minimumtemperatuur in °C van het jaar gemeten in De Bilt: −7,3

### België
Dagrecords
- 1845 - Laagste etmaalgemiddelde temperatuur −7,5 °C. Dit is de koudste dag ooit in de maand maart.
- 1997 - Hoogste etmaalgemiddelde temperatuur 11,5 °C
- 1890 - Laagste minimumtemperatuur −10,5 °C
- 1997 - Hoogste maximumtemperatuur 17 °C
- 1919 - Hoogste etmaalsom van de neerslag 19,8 mm

Uitzonderlijke gebeurtenissen
- 1912 - Tornado veroorzaakt schade aan bomen en woningen in Chiny en Fays-les-Veneurs (Paliseul).
- 1942 - Tussen 17 januari en 4 maart 47 opeenvolgende vorstdagen in Ukkel.
- 1987 - Minimumtemperatuur in Elsenborn (Bütgenbach) −16,2 °C.

<< · 1 · 2 · 3 · 4 · 5 · 6 · 7 · 8 · 9 · 10 · 11 · 12 · 13 · 14 · 15 · 16 · 17 · 18 · 19 · 20 · 21 · 22 · 23 · 24 · 25 · 26 · 27 · 28 · 29 · 30 · 31 · >>